# Dillingen (Luxemburg)
Dillingen (Luxemburgs: Déiljen) is een plaats in de gemeente Beaufort en het kanton Echternach in Luxemburg. Het dorp is gelegen aan de oever van de Sûre en maakt deel uit van de regio Klein Zwitserland.
Dillingen is een van de drie deelgemeenten van Beaufort, waarvan het dorp Beaufort zelf bij verre de grootste is. Dillingen komt op de tweede plaats, maar met een inwoneraantal van amper 238 is het desalniettemin niet eens goed voor 10% van de gemeentelijke bevolking. Tijdens het zomerseizoen  verblijven vele toeristen op 2 campings in het centrum van het dorp.

## Geschiedenis
In het jaar 1843 vond de onderverdeling van het groothertogdom Luxemburg in drie districten plaats. Dillingen was als meest noordelijke punt van Beaufort op zijn beurt het meest noordelijke stuk grondgebied van het district Grevenmacher. Dit bleef zo tot in oktober 2015, toen de Luxemburgse regering besloot om de districten op te heffen.
Belangrijk voor de dorpsgeschiedenis zelf was de aanleg van de spoorlijn Ettelbruck - Grevenmacher. In 1862 was de bouw hier reeds van begonnen en het stuk tussen Diekirch en Echternach kende zijn opening in 1873. Ook Dillingen werd voorzien van een eigen station, wat belangrijk was voor de transportmogelijkheden van de inwoners. Een dikke vijftien jaar later viel er opnieuw een belangrijke mijlpaal op te tekenen: de bouw van een brug over de Sûre. Onder leiding van de Luxemburgse architect en ingenieur Antoine Hartmann begon in het jaar 1888 de constructie van deze door hem ontworpen brug. Het bouwwerk was 86,4 meter lang en kwam uit bij de gemeentegrens tussen de Duitse gemeentes Bollendorf en Wallendorf. Zo stond Dillingen vanaf dan rechtstreeks in verbinding met het Duitse grondgebied. In 1944 – naar het einde van de Tweede Wereldoorlog toe – vernietigden de geallieerden tijdens hun opmars de brug uit strategische doeleinden. Op 7 februari 1945 staken de militairen van de 80th US Infantry Division overigens nabij Dillingen de overstroomde Sûre over. Deze op Utah Beach gelande divisie maakte deel uit van Generaal Pattons Derde Leger en doorbrak later de gevreesde en niet verafgelegen Siegfriedlinie. 
Na de woelige oorlogsjaren bleef het dorp lang achter zonder brug, pas in 1952 is ze opnieuw gebouwd. Ditmaal bouwden ze weliswaar een geheel andere brug volgens een ander grondplan. Er werd geopteerd voor een boogbrug uit staalbeton die vijf bogen telde en een lengte van 90,2 meter had. In 1964 sloot het station te Dillingen en werd de hele spoorlijn zelfs definitief ontmanteld.

## Bezienswaardigheden
- De brug over de Sûre naar Duitsland.
- De Sint-Lucaskerk, van 1912.

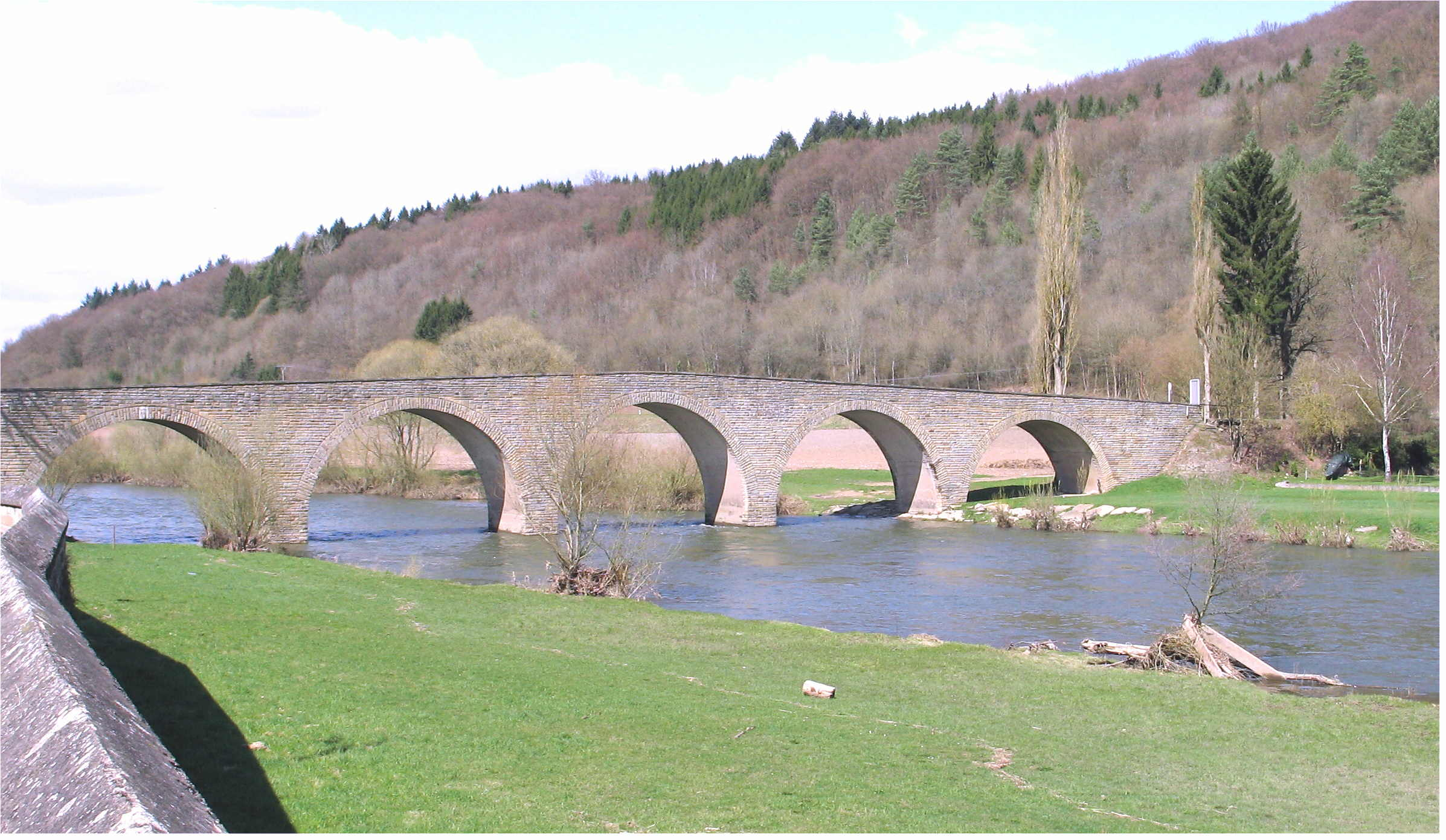
Brug bij Dillingen
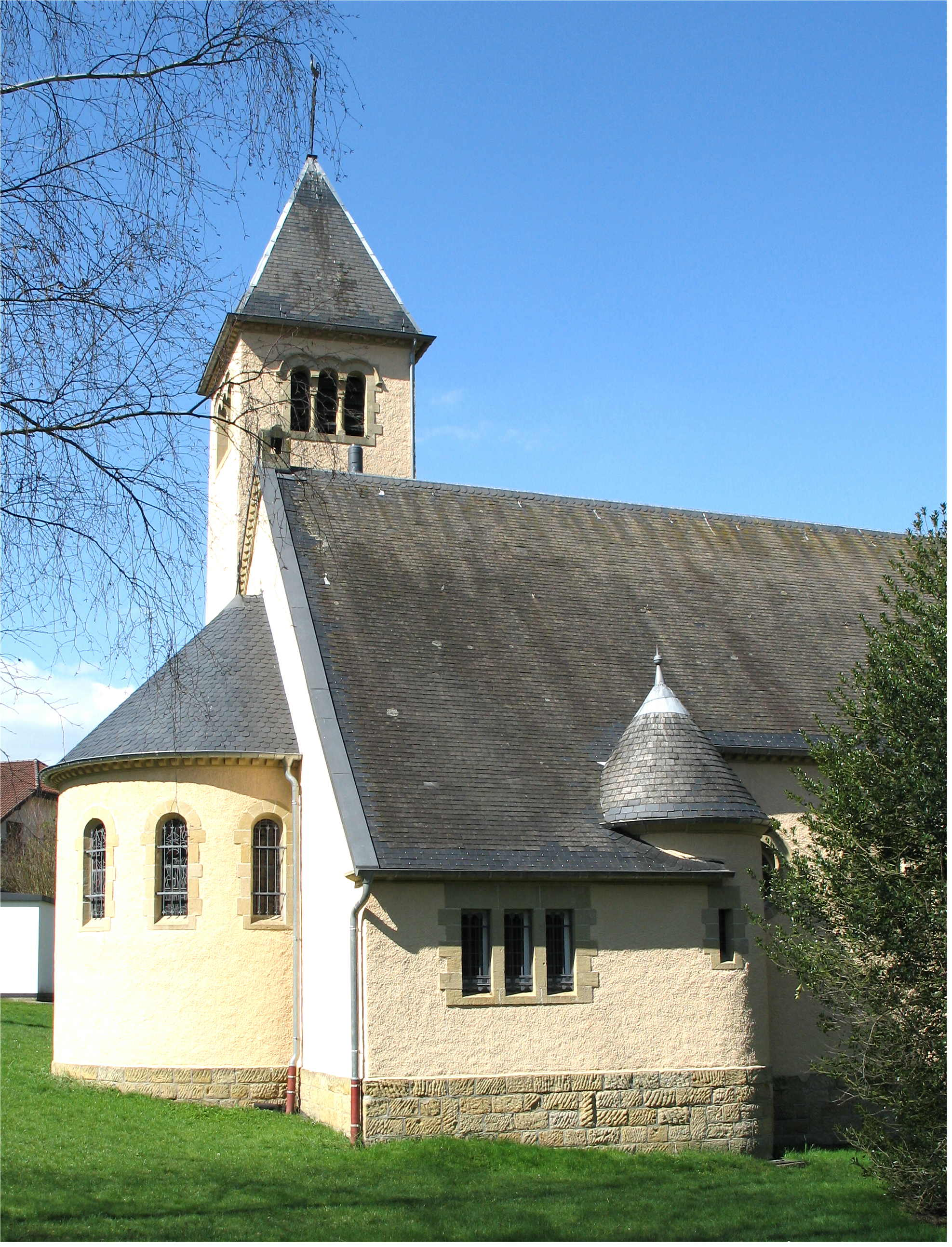
Kerk van Dillingen

## Natuur en landschap
Dillingen ligt aan de Sûre. Een brug verbindt Dillingen met Duitsland. Het Mullerthal met zandsteenformaties en watervallen ligt vlak bij Dillingen.

## Demografie

### Evolutie van het inwoneraantal
Op 1 januari 2017 telde Dillingen 238 inwoners. Exact één jaar later was het aantal inwoners met zes gestegen tot 244 (+2,5%).

### Nationaliteit van de inwoners
De gegevens in onderstaande tabel zijn gebaseerd op de volkstelling van 1 januari 2018.
| Rang | Nationaliteit | Aantal | Percentage |
| ---- | ------------- | ------ | ---------- |
| 1    | Luxemburg     | 130    | 53,3%      |
| 2    | Portugal      | 70     | 28,7%      |
| 3    | Duitsland     | 12     | 4,9%       |
| 4    | Frankrijk     | 5      | 2,0%       |
| 4    | Bulgarije     | 5      | 2,0%       |
| 5    | België        | 4      | 1,6%       |
| 5    | Nederland     | 4      | 1,6%       |
|      | andere        | 14     | 5,7%       |

## Verkeer en vervoer
Het dorp ligt aan de nationale weg N10 die van in het noorden van het land achtereenvolgens de rivieren Our, Sûre en Moezel volgt tot in het zuidelijke grensdorp Schengen. De kleinere verbindingsweg CR364 – die ten noorden van Echternach begint – verbindt deze stad met Dillingen via de dorpscentra van Berdorf en Beaufort.

## Activiteiten
Er is een camping permanent (complet) die is bedoeld voor stacaravans. Op de andere camping, "Wies-Neu" kan men ook terecht als passant om te kamperen. Afspreken is meestal niet nodig. Jaarlijks zijn er in het dorp Bierfeesten (Luxemburgs: Bierlifest), meestal in het derde weekend van juli. In het dorp zijn enkele horecagelegenheden. Activiteiten die het hele jaar door plaatsvinden zijn het kanovaren naar Echternach (12 km), vissen, wandelen en fietsen. Er zijn zowel een lang, vlak fietspad langs de oever van de Sûre, als paden en mountainbikepaden die stevige beklimmingen bevatten.

## Nabijgelegen kernen
Wallendorf-Pont, Beaufort, Grundhof, Biesdorf